# Bí mật không thể nói (phim 2007)
Bí mật không thể nói (tựa tiếng Anh: Secret, phồn thể: 不能說的秘密; giản thể: 不能说的秘密; bính âm: Bùnéng shuō de mìmì, Hán-Việt: Bất năng thuyết đích bí mật) là một bộ phim tình cảm lãng mạn của Đài Loan công chiếu năm 2007. Đây là bộ phim đầu tay của nhạc sĩ, ca sĩ, nhà sản xuất âm nhạc Đài Loan Châu Kiệt Luân. Trong phim, anh thủ vai nam chính và giữ vai trò đồng tác giả kịch bản.
Album nhạc phim được phát hành bởi JVR Music ngày 13 tháng 8 năm 2007.
Bộ phim đã nhận được 6 đề cử tại Giải Kim Mã lần thứ 44 và giành phần thắng trong các hạng mục phim Đài Loan xuất sắc nhất của năm, Nhạc phim xuất sắc nhất với ca khúc Bí mật không thể nói (不能說的祕密) của Châu Kiệt Luân và Kỹ xảo hình ảnh xuất sắc nhất năm 2007, đồng thời cũng được đề cử cho hạng mục Phim châu Á xuất sắc nhất tại Giải thưởng Điện ảnh Hồng Kông lần thứ 27 năm 2008.

## Tóm tắt nội dung
Diệp Tương Luân (Châu Kiệt Luân) là một học sinh chuyên ngành piano được chuyển đến Trường Trung học Đạm Giang - ngôi trường nổi tiếng dành cho các học sinh có năng khiếu âm nhạc, đặc biệt là piano. Vào ngày đầu tiên đến trường, tình cờ anh nghe được một giai điệu bí ẩn đang được chơi bởi một nữ sinh - cũng là một tài năng piano, tên là Lộ Tiểu Vũ (Quế Luân Mỹ). Khi Tương Luân hỏi tên bản nhạc đó là gì, Tiểu Vũ nói với anh đó là một bí mật không thể nào nói được. Thời gian qua đi, Tương Luân và Tiểu Vũ trở nên có tình cảm với nhau. Cho đến khi Tương Luân nhắc đến việc phòng tập piano sẽ bị phá hủy vào ngày anh tốt nghiệp, Tiểu Vũ mới dạy cho anh chơi bản nhạc bí ẩn kia.
Sau khi tình cờ nhìn thấy Tương Luân vô tình hôn một nữ sinh khác cũng có tình cảm với anh tên Tình Y (Tăng Khải Huyền), Tiểu Vũ biến mất trong vòng 5 tháng, sau đó cô trở về trong ngày lễ tốt nghiệp của Tương Luân rồi lại biến mất một cách bí ẩn lần nữa. Tương Luân cố tìm kiếm câu trả lời cho sự bí ẩn đó, và anh phát hiện ra một sự thật từ mẹ của Tiểu Vũ và cha của mình, rằng Tiểu Vũ là học sinh khóa 1979, đã tốt nghiệp cách đây 20 năm. Nhờ chơi một bản nhạc có tên Secret (Bí mật) mà cô đã đi về tương lai 20 năm sau. Tại đó Tiểu Vũ đã gặp và yêu Tương Luân, chỉ có một rào cản duy nhất là trong hiện tại, người đầu tiên mà cô nhìn thấy trong mỗi chuyến đi là người duy nhất có thể nhìn thấy cô. Do đó, Tiểu Vũ luôn ghi nhớ luôn mất 108 bước đi từ phòng tập piano đến lớp học của Tương Luân, và chỉ mở mắt sau khi bước đúng 108 bước đó để người đầu tiên cô nhìn thấy là Tương Luân.
Đau khổ khi nhìn thấy Tình Y hôn Tương Luân, Tiểu Vũ quay trở về quá khứ. Trong khoảng thời gian cô đi tới tương lai thì trong quá khứ mọi người đều biết câu chuyện của cô và nghĩ rằng cô mắc bệnh tâm thần. Luôn nhớ rằng phòng tập piano sẽ bị phá vào ngày lễ tốt nghiệp năm 1999, Tiểu Vũ cố gắng quay về tương lai để gặp lại Tương Luân lần cuối. Nhưng cô nhận ra Tương Luân đeo vòng tay của Tình Y. Tin tưởng rằng từ nay Tương Luân đã thuộc về Tình Y, Tiểu Vũ trở về quá khứ với một trái tim tan vỡ. Cô đã chết trong nỗi tuyệt vọng, bởi bệnh hen phế quản, trong lúc đang viết những dòng cuối cùng cho Tương Luân: Em là Tiểu Vũ - Em yêu anh - Anh có yêu em không? Còn Tương Luân đang ngồi suy nghĩ tại chỗ mà Tiểu Vũ vẫn ngồi trong lớp thì thấy trên mặt bàn hiện lên những dòng chữ kia. Anh cố viết câu trả lời bằng bút xóa, nhưng vô hiệu. Tương Luân chạy tới nhà Tiểu Vũ, tới căn phòng của cô, tại đó mẹ của Tiểu Vũ đã nhận ra Tương Luân chính là người con trai trong bức tranh Tiểu Vũ vẽ 20 năm trước và bà cho anh biết sự thật.
Cuối cùng, sau khi biết sự thật, Tương Luân nhận ra chỉ có bản nhạc Secret mới giúp anh quay trở về quá khứ gặp Tiểu Vũ. Cha của Tương Luân khi nói chuyện với anh về Tiểu Vũ, mới lấy bản nhạc Secret mà Tiểu Vũ đã đưa cho ông ngày xưa (hồi đó ông cũng là thầy giáo trường Đạm Giang) thì lúc quay ra mới không thấy Tương Luân đâu. Ông lật trang cuối bản nhạc thấy có viết "Diệp Tương Luân" và "Lộ Tiểu Vũ" thì mới vỡ lẽ ra con trai mình chính là người yêu của Tiểu Vũ. Ông chạy tới trường tìm Tương Luân thì đã quá muộn, phòng tập piano cũ đang bị phá, còn Tương Luân cố đánh lại bản nhạc theo trí nhớ của mình. Ngay trước khi căn phòng bị phá hủy hoàn toàn, Tương Luân đã quay trở về năm 1979.
Tương Luân, chạy tới lớp học thì thấy Tiểu Vũ ngồi đó, nhìn anh và mỉm cười. Cảnh cuối phim là bức ảnh tốt nghiệp năm 1979 của trường Trung học Đạm Giang, trong đó có mặt Tương Luân cà Tiểu Vũ. Trong phim, cây đàn piano cổ trong phòng tập, nơi mà Tiểu Vũ và Tương Luân đã chơi bản nhạc Secret đóng vai trò như một cỗ máy thời gian và đã bị phá hủy cùng với căn phòng cũ. Điều này lý giải tại sao Tương Luân có thể mãi mãi ở lại quá khứ cùng Tiểu Vũ.

## Diễn viên
| Diễn viên                | Nhân vật                      | Ghi chú                                                                                              |
| ------------------------ | ----------------------------- | --- |
| Châu Kiệt Luân           | Diệp Tương Luân (葉湘倫)      | Một nam sinh có năng khiếu về piano, sống một mình với cha                                           |
| Quế Luân Mỹ              | Lộ Tiểu Vũ (路小雨)           | Một nữ sinh âm nhạc sống một mình với mẹ                                                             |
| Hoàng Thu Sinh           | Cha của Tương Luân (湘倫爸爸) | Cha của Tương Luân và là thầy giám thị của trường                                                    |
| Tăng Khải Huyền          | Tình Y (晴依)                 | Bạn cùng lớp, có tình cảm với Tương Luân                                                             |
| Tống Kiện Chương         | A Bảo (阿宝/阿寶)             | Bạn của Tương Luân, thành viên đội bóng bầu dục trong trường                                         |
| Hoàng Tuấn Lang (黄俊郎) | A Lang (阿郎)                 | Bạn của Tương Luân, đội trường đội bóng bầu dục trong trường                                         |
| Chiêm Vũ Hào             | Vũ Hào (雨豪)                 | Một tài năng âm nhạc trong trường, biệt danh "Hoàng tử piano", từng nhận lời đấu đàn với Tương Luân. |

## Giải thưởng và đề cử
Secret giành 3 giải thưởng trong 7 đề cử tại Giải Kim Mã lần thứ 44 năm 2007 và Giải thưởng Điện ảnh Hồng Kông lần thứ 27 năm 2008.
| Năm  | Giải thưởng                               | Hạng mục                            | Đề cử                                                                                          | Kết quả   | Ghi chú |
| ---- | ----------------------------------------- | ----------------------------------- | ---------------------------------------------------------------------------------------------- | --------- | ------- |
| 2007 | Giải Kim Mã lần thứ 44                    | Nữ diễn viên phụ xuất sắc nhất      | Tăng Khải Huyền                                                                                | Đề cử     | [ 4 ]   |
| 2007 | Giải Kim Mã lần thứ 44                    | Kỹ xảo hình ảnh xuất sắc nhất       | Hoàng Hoành Đạt, Hoàng Hoành Hiển, Trịnh Diệu Minh, Lại Tuấn Vũ                                | Đoạt giải | [ 4 ]   |
| 2007 | Giải Kim Mã lần thứ 44                    | Nhạc phim xuất sắc nhất             | Terdsak Janpan và Châu Kiệt Luân                                                               | Đề cử     | [ 4 ]   |
| 2007 | Giải Kim Mã lần thứ 44                    | Ca khúc nhạc phim xuất sắc nhất     | "不能說的‧秘密" (Bí mật không thể nói) của Châu Kiệt Luân trong album Bí mật không thể nói OST | Đoạt giải | [ 4 ]   |
| 2007 | Giải Kim Mã lần thứ 44                    | Phim Đài Loan xuất sắc nhất         | Bí mật không thể nói                                                                           | Đoạt giải | [ 4 ]   |
| 2007 | Giải Kim Mã lần thứ 44                    | Nhà làm phim Đài Loan xuất sắc nhất | Châu Kiệt Luân                                                                                 | Đề cử     | [ 4 ]   |
| 2008 | Giải thưởng Điện ảnh Hồng Kông lần thứ 27 | Phim châu Á xuất sắc nhất           | Bí mật không thể nói                                                                           | Đề cử     | [ 5 ]   |